# TT116
TT116 (Theban Tomb 116) è la sigla che identifica una delle Tombe dei Nobili ubicate nell’area della cosiddetta Necropoli Tebana, sulla sponda occidentale del Nilo dinanzi alla città di Luxor, in Egitto. Destinata a sepolture di nobili e funzionari connessi alle case regnanti, specie del Nuovo Regno, l'area venne sfruttata, come necropoli, fin dall'Antico Regno e, successivamente, sino al periodo Saitico (con la XXVI dinastia) e Tolemaico.

## Titolare
TT116 era la tomba di:
| Titolare    | Titolo              | Necropoli           | Dinastia/Periodo                               | Note                                                                        |
| ----------- | ------------------- | ------------------- | ---------------------------------------------- | --------------------------------------------------------------------------- |
| sconosciuto | Principe ereditario | Sheikh Abd el-Qurna | XVIII dinastia (Thutmosi IV-Amenhotep III -?-) | versante est, in alto, della collina; a sud della TT90 e a nord della TT115 |

## Biografia
Nessun dato è ricavabile, se non il titolo di Principe ereditario, ma non essendo noto il periodo, non è dato di conoscere di quale sovrano.

## La tomba
La TT116, che ripete la struttura a "T" rovesciata tipica del periodo presenta pochi dipinti parietali leggibili: in uno il defunto e la moglie ricevono libagioni da una figlia; poco oltre, il defunto e la moglie offrono fiori a Thutmosi IV, ma il nome del re è stato poi sostituito con quello di Amenhotep III.

### Annotazioni
1. ↑  La prima numerazione delle tombe, dalla numero 1 alla 253, risale al 1913 con l’edizione del "Topographical Catalogue of the Private Tombs of Thebes" di Alan Gardiner e Arthur Weigall. Le tombe erano numerate in ordine di scoperta e non geografico; ugualmente in ordine cronologico di scoperta sono le tombe dalla 253 in poi.
2. ↑  I campi della Duat, ovvero l'aldilà egizio, si trovavano, secondo le credenze, proprio sulla riva occidentale del grande fiume.
3. ↑  Nella sua epoca di utilizzo, l'area era nota come "Quella di fronte al suo Signore" (con riferimento alla riva orientale, dove si trovavano le strutture dei Palazzi di residenza dei re e i templi dei principali dei) o, più semplicemente, "Occidente di Tebe".
4. ↑  le Tombe dei Nobili, benché raggruppate in un'unica area, sono di fatto distribuite su più necropoli distinte.
5. ↑  Le note, sovente di inquadramento topografico della tomba, sono tratte dal "Topographical Catalogue" di Gardiner e Weigall, ed. 1913 e fanno perciò riferimento alla situazione dell'epoca.

### Fonti
1. ↑  Gardiner e Weigall 1913.
2. ↑  Donadoni 1999,  p. 115.
3. ↑  Gardiner e Weigall 1913, pp. 26-27.
4. 1 2  Porter e Moss 1927,  p. 233.